# Cleome rutidosperma
Espèce
Classification APG III (2009)
Cleome rutidosperma est une espèce de plante annuelle de la famille des Capparaceae selon la classification classique et des Cleomaceae selon la classification phylogénétique.
Elle peut atteindre 1 m de haut, a des feuilles trifoliées et des fleurs zygomorphes violettes à rose.
Originaire d'Afrique tropicale, on la rencontre sous tous les tropiques.

## Référence
- http://www.hear.org/pier/species/cleome_rutidosperma.htm